# Bombový útok na bruselském centrálním nádraží 2017
K bombovému útoku na bruselském centrálním nádraží došlo 20. června 2017. Šlo o nezdařený útok – útočník odpálil výbušninu, která ale nezpůsobila žádná zranění, a následně byl zastřelen přítomnými vojáky. Útočníkem byl 36letý Maročan Oussama Zariouh, pocházející ze čtvrti Molenbeek.

## Průběh útoku
Incident se stal zhruba kolem osmé večer SELČ. Svědci popisovali, že slyšeli, jak někdo křičí Alláhu Akbar, a pak se ozvala exploze. Výbušnina ale selhala a muž byl následně zneškodněn. 
Kvůli útoku bylo vyklizeno nedaleké náměstí Grand Place a zastaven provoz dvou linek metra. Belgický premiér Charles Michel svolal na následující den bezpečnostní radu státu.

## Útočník
Útočník byl identifikován jako Oussama Zariouh, 36letý Maročan, který se do Belgie přestěhoval v roce 2002 a žil ve čtvrti Molenbeek. Nebyl na seznamu radikálů, ale úřady o něm vedly záznamy kvůli drogám. Při útoku použil výbušniny TATP, které byly použity i při bombovém útoku na Parsons Green.